# Riutansaari (ö i Södra Savolax, S:t Michel)
Riutansaari är en ö i Finland. Den ligger i sjön Saimen och i kommunen Puumala i den ekonomiska regionen  S:t Michel och landskapet Södra Savolax, i den södra delen av landet, 220 km nordost om huvudstaden Helsingfors. Öns area är 2,2 hektar och dess största längd är 210 meter i sydöst-nordvästlig riktning.